# Johann Elemann Röver
Johann Elemann Röver auch Johannes Elemannus Röver (* 11. September 1651 oder 21. März 1653 in Osterwieck; † 25. April 1699 in Wanzleben) war ein deutscher evangelischer Geistlicher und Lehrer.

## Leben

### Familie
Johann Elemann Röver war der Sohn von Elemann Röver (1605–1656).
Er war verheiratet mit Anna (geb. Kunckel) (* unbekannt; † 3. Februar 1689 in Magdeburg).

### Werdegang
Johann Elemann Röver wurde 1677 Subrektor des städtischen Lyzeums in Frankfurt an der Oder. 1681 war er Rektor der Stadtschule in Gardelegen, bevor er am 12. April 1686 als Rektor an die wieder eröffnete Magdeburger Domschule (heute Domgymnasium Magdeburg) berufen wurde; vor seiner Berufung war die Domschule aufgrund von Schülermangel 1685 geschlossen worden, unter anderem auch aufgrund der grassierenden Pest von 1681 bis 1683 (siehe auch Einwohnerentwicklung von Magdeburg).   
Bei der Eröffnung der Schule gab es nur den Lehrer Johann Kossack, der etwas mehr als dreißig Schüler unterrichtete; Johann Elemann Röver brachte dazu noch drei Schüler aus der Schule in Gardelegen mit an die Domschule.  
1687 verfasste er ein Schulgesetz, das 24 Artikel umfasste, unter anderem wurden Geldstrafen aufgeführt, die verhängt werden sollten, wenn versäumt wurde, schriftliche Arbeiten abzugeben. 1689 machte er dem Domkapitel den Vorschlag, die in der Kirche befindliche Bibliothek des Domkapitels den Lehrern zur Benutzung zu überlassen, dazu beschaffte er für den Geografie-Unterricht mehrere Globen. Er gründete auch einen schuleigenen Chor.  
Nachdem der Magistrat sah, welchen Erfolg Johann Elemann Röver mit seinen Maßnahmen hatte, wurde das Gebot des Schulzwanges erneuert und es wurde keinem Domschüler gestattet, in der Altstadt bei Bürgern durch Unterricht seinen Unterhalt zu sichern. Der Kurfürst hob den Schulzwang dann am 10. März 1689 wieder auf; ein Protest durch das Domkapitel blieb ohne Erfolg, vielmehr wiederholte er den Befehl am 16. Dezember 1691, den wider die dortige Thumbschule widerrechtlich gebrauchten Schulzwang gänzlich abzustellen, dem noch weitere Wiederholungen folgten.  
Unter der Leitung von Johann Elemann Rövers wuchs die Schule bis zum Ende seines Rektorats auf zweihundert Schüler. Die Schüler kamen unter anderem aus den adeligen Familien der Grafen von Lynar, von Arnstedt, von der Schulenburg, von Bardeleben, von Münnich, von Arnim, von Wulffen, von Kotze sowie von Stiftsherren von St. Nicolai und von den Stiftsbeamten; dazu kamen auswärtige Schüler aus Burg, Hadmersleben, Gardelegen, Wolfenbüttel, Stassfurt und Leipzig.  
Zu seinen Schülern gehörte unter anderem Friedrich Casimir zu Lynar, der als erster Abiturient 1688 die Schule verließ.  
1694 wurde Johann Elemann Röver der Wunsch gewährt, ein geistliches Amt auszuüben, und so wurde ihm 1694 das Pfarramt in Wanzleben übertragen, sodass er am 20. März 1694 seinen Abschied von der Schule nahm; er ging als  zweiter Gründer der Domschule in die Geschichte ein. Sein Nachfolger wurde Christian Müller.